# Homonoia intermedia
Homonoia intermedia är en törelväxtart som beskrevs av Henry Haselfoot Haines. Homonoia intermedia ingår i släktet Homonoia och familjen törelväxter. Inga underarter finns listade i Catalogue of Life.